# 劉家豪
劉家豪（Lau Gar Ho，1953年7月22日—），本名為劉嘉豪，香港資深電視劇集監製、製作人，其妻子是前無綫電視劇集監製梅小青，他也是前藝人梅小惠的姐夫。曾為無綫電視劇集監製兼戲劇組製作部（戲劇合拍）總監及Now TV製作部總經理。

## 經歷
1975年畢業後加入麗的電視擔任畫片控制員，八個月後轉做助理編導，1979年升任監製，曾任亞洲電視劇集編導及監製，1985年曾投身電影圈，為新藝城執導愛情喜劇《我願意》，1986年轉投無綫電視，1987年晉升監製，與編審張華標合作過不少大熱劇集，包括《蓋世豪俠》、《他來自江湖》、《大家族》、《溏心風暴》系列等，於2012年轉投Now TV擔任製作部總經理。2016年，回巢無綫電視，榮升為製作部（戲劇合拍）總監。2024年3月，宣佈在同年7月退休，《逆天奇案2》為其告別作。
劉家豪所監製作品與編審如梁敏華等合作較多。
在任監製／國內總導演時期（2000年代至今），常用主演演員有李成昌（14部）；李國麟（13部）；張頴康（9部）；夏雨（8部）；李天翔（7部）；蔣志光、曾偉權、周驄、李思捷（6部）；黃嘉樂、米雪、林峯、楊怡、黃宗澤、陳豪、黎耀祥、陳展鵬（5部）；馬國明、麥玲玲、楊柳青、莊思敏、陳敏之、鍾嘉欣、樂瞳、羅鈞滿（4部）；容天佑、丁子朗、張子丰、陳少邦、文雪兒、馮盈盈、李司棋、關菊英、阮兆祥、麥長青、黎諾懿、林夏薇 (3部）；謝雪心、何依婷、蔣祖曼、海俊傑、黃智賢、彭皓鋒、林子超、陳偉洪、張彥博、郭思、王浩信、唐詩詠、苗可秀、胡琳、唐文龍、岑紀沛、陳智燊、馬浚偉、周麗淇、敖嘉年、呂珊、胡杏兒、姚子羚、陳法拉、廖碧兒（2部）。

## 監製列表

### 電視劇（麗的電視／亞洲電視）
- 1979年：《大白鯊》
- 1980年：《人在江湖》 《驟雨中的陽光續集》 《小小心願》
- 1981年：《大昏迷》 《對對糊》 《阿啦担梯》
- 1982年：《琥珀青龍》 《血債血償》
- 1983年：《飛越擂臺》 《101拘捕令》 《俄羅斯輪盤》 《少女慈禧》
- 1984年：《天堂鳥》 《醉拳王無忌之日帝月》
- 1985年：《靈界邊緣人》 《仙女多情》 《諸葛亮》

### 電視劇（無綫電視）
- 1987年：《靜待黎明》
- 1988年：《七情十三篇》《南拳蔡李佛》 《大都會》 《當代男兒》
- 1989年：《豪情》 《蓋世豪俠》 《他來自江湖》
- 1990年：《烏金血劍》
- 1991年：《大家族》
- 1992年：《巨人》
- 1993年：《龍兄鼠弟》
- 1995年：《萬里長情》
- 2005年：《秀才遇著兵》 《識法代言人》
- 2007年：《溏心風暴》 《強劍》
- 2008年：《秀才愛上兵》 《溏心風暴之家好月圓》
- 2010年：《秋香怒點唐伯虎》 《談情說案》
- 2011年：《點解阿Sir係阿Sir》
- 2012年：《護花危情》 《回到三國》
- 2017年：《溏心風暴3》（徐遇安合監）
- 2019年：《解決師》（陳志江合監）
- 2021年：《逆天奇案》（陳志江合監）
- 2023年：《法言人》（陳志江合監）
- 2024年：《逆天奇案2》（陳志江合監）

### 電視電影（無綫電視）
- 1992年：羣星會
- 2003年：血殺、天降橫財心驚驚
- 2004年：紅杏劫、懸案追兇

## 總導演

### 電視劇（中國大陸）
- 2014年 衛子夫

## 幕前演出
- 2024年：《逆天奇案2》飾 劉金文（特別演出）[4]

## 獎項
- 萬千星輝頒獎典禮2007最佳劇集-《溏心風暴》
- 萬千星輝頒獎典禮2008最佳劇集-《溏心風暴之家好月圓》
- 第九届中国电视观众节-2014年度观众最喜爱的十大电视剧-《衛子夫》
- 第7届海峡影视剧-《衛子夫 》

## 外部連結
- 劉家豪GH的新浪微博
- 劉家豪在香港影庫上的簡介
- 劉家豪在豆瓣上的资料（简体中文）
- 劉家豪在时光网上的簡介（简体中文）